# Ștefan Buciuta
Ștefan Buciuta (n. 23 octombrie 1944, Poienile de sub Munte, Maramureș) este un politician ucrainean din România, membru în Uniunea Ucrainenilor din România și reprezentant al acestei minorități în Parlamentul României în legislaturile 2004-2008 și 2008-2012. Ștefan Buciuta a intrat în Parlamentul României după decesul deputatului Ștefan Tcaciuc. În legislatura 2004-2008, Ștefan Buciuta a fost membru în grupurile parlamentare de prietenie cu Republica Panama, Regatul Hașemit al Iordaniei și Ucraina iar în legislatura 2008-2012 a fost membru în grupurile parlamentare de prietenie cu Republica Argentina, Australia și Ucraina.  
În 2015, Ștefan Buciuta a fost condamnat definitiv de Înalta Curte de Casație și Justiție la un an de închisoare cu suspendare. În 2014, Ștefan Buciuta a fost găsit vinovat de trafic de influență după ce și-a angajat fiica în biroul său parlamentar.
Ștefan Buciuta este căsătorit cu Valeria Buciuta. Ștefan Buciuta posedă drepturi de autor de la revista "Curier Ucrainean". Conform biografiei sale oficiale, Ștefan Buciuta a fost membru UTC. 